# LaVonna Martin
LaVonna Ann Martin-Floreal (Dayton, 18 novembre 1966) è un'ex ostacolista statunitense, vincitrice della medaglia d'argento nei 100 metri ostacoli ai Giochi olimpici di Barcellona 1992.
In carriera è stata seconda anche ai Mondiali indoor 1993, alle spalle della svizzera Julie Baumann, mentre ai Giochi panamericani 1987 fu oro davanti a Stephanie Hightower.

## Palmarès
| Anno | Manifestazione      | Sede         | Evento             | Risultato  | Prestazione | Note |
| ---- | ------------------- | ------------ | ------------------ | ---------- | ----------- | ---- |
| 1987 | Giochi panamericani | Indianapolis | 100 metri ostacoli | Oro        | 12"81       |      |
| 1988 | Giochi olimpici     | Seul         | 100 metri ostacoli | Semifinale | 13"29       |      |
| 1992 | Giochi olimpici     | Barcellona   | 100 metri ostacoli | Argento    | 12"69       |      |
| 1993 | Mondiali indoor     | Toronto      | 60 metri ostacoli  | Argento    | 7"99        |      |